# في الغابة (رواية)
في الغابة هي رواية غامضة صدرت عام 2007 للكاتبة تانا فرينش، تدور أحداثها حول اثنين من المحققين الأيرلنديين، يحققان في مقتل فتاة تبلغ من العمر اثني عشر عامًا. فازت الرواية بالعديد من الجوائز مثل جائزة إدغار لعام 2008 لأفضل رواية أولى لمؤلف أمريكي، وجائزة باري لعام 2008 لأفضل رواية أولى، وجائزة ماكافيتي لعام 2008 لأفضل رواية غامضة أولى، وجائزة 2008 جائزة أنتوني لأفضل رواية أولى.

## جوائز و ترشيحات
- جائزة إدغار لأفضل رواية أولى لمؤلف أمريكي، 2008.[2]
- جائزة باري[الإنجليزية] لأفضل رواية أولى، 2008.[3]
- جائزة ماكافيتي[الإنجليزية] لأفضل رواية غامضة أولى، 2008.[4]
- جائزة أنتوني[الإنجليزية] لأفضل رواية أولى، 2008 [5]

## روابط خارجية
- الموقع الرسمي: النسخة الأمريكية نسخة محفوظة 2 أغسطس 2015 على موقع واي باك مشين.، النسخة البريطانية نسخة محفوظة 25 أغسطس 2015 على موقع واي باك مشين.